# Pont e la Chanal
Pont e la Chanal (italià Pontechianale, piemontès Pontcianal) és un municipi italià, situat a la regió del Piemont. L'any 2007 tenia 202 habitants. Està situat a la Val Varacha, dins de les Valls Occitanes. Limita amb els municipis de Blins, Casteldelfino, Sampeyre, Criçòl, Oncin, Sent Veran i Molinas-en-Cairas (França).

## Administració
| Període | Identitat     | Partit         |
| ------- | ------------- | -------------- |
| 2004-   | Alfredo Campi | Centreesquerra |